# Гауле
Гауле (нід. Haule) — село в нідерландській провінції Фрисландія. Входить до муніципалітету Остстеллінгверф.
Його площа становить 14,70км², а населення станом на 2021 рік складало 590 осіб.
Перша згадка про населений пункт датується 1408 роком.

## Галерея

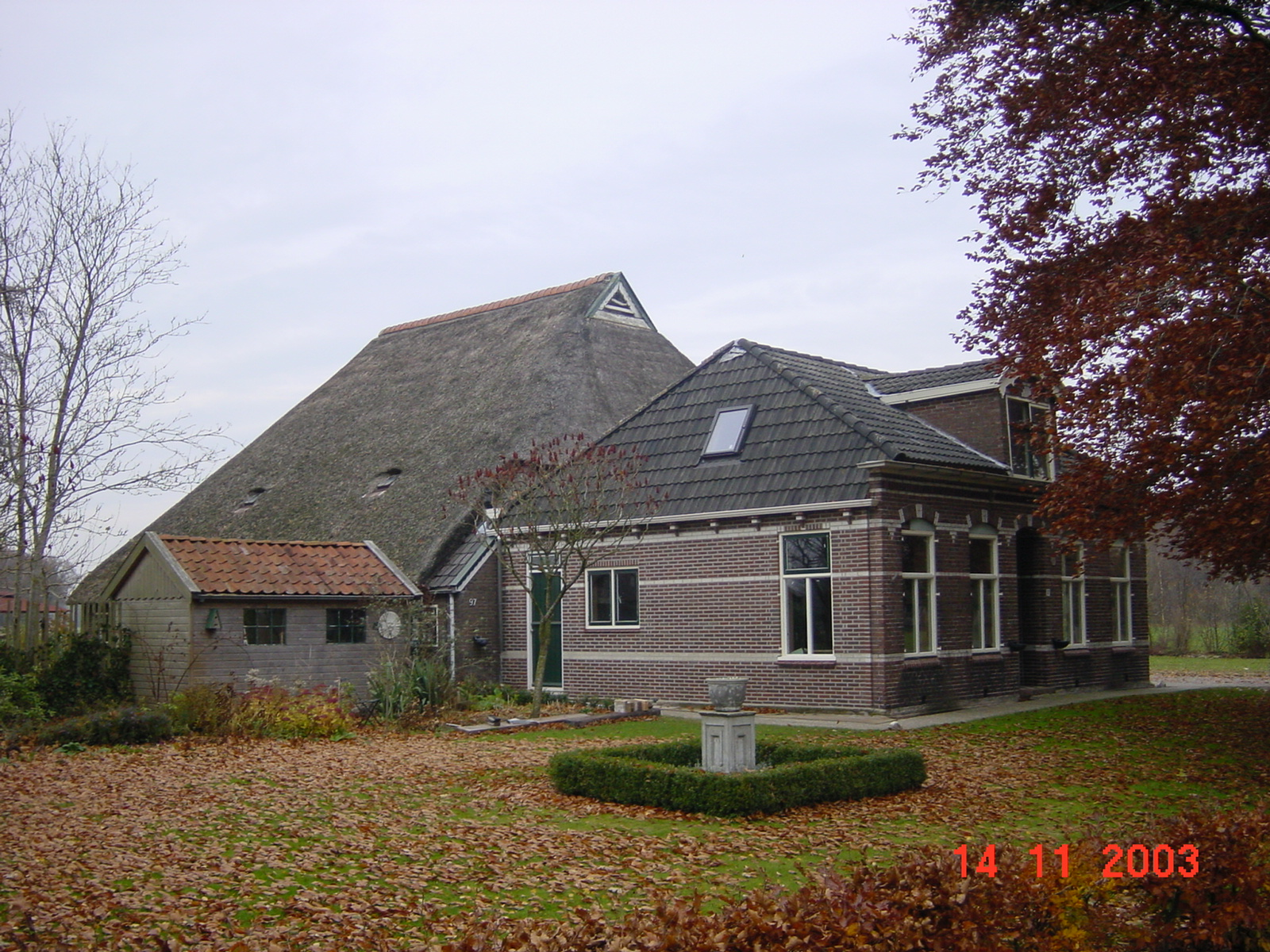
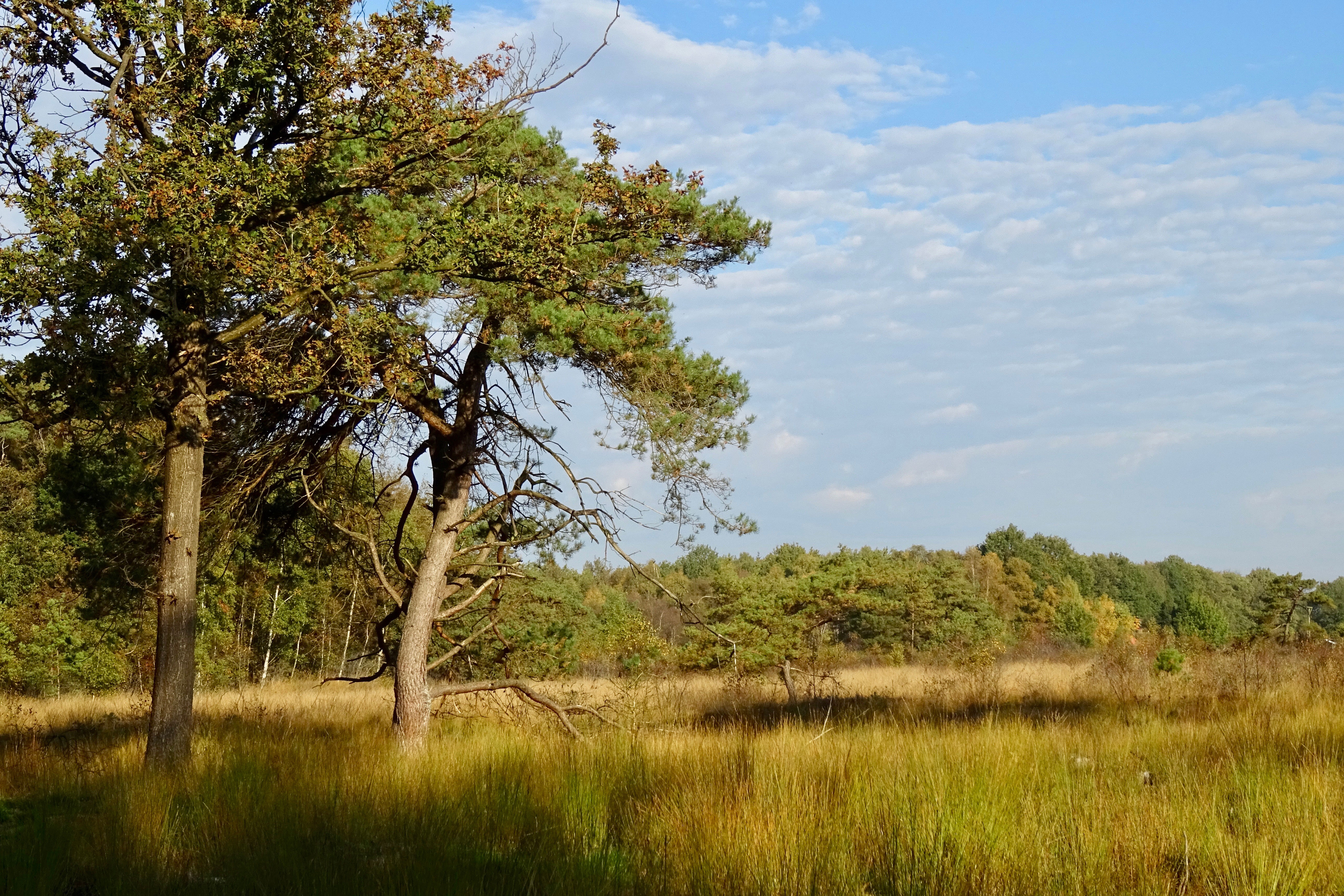